# Àguila negra
|  | Per a altres significats, vegeu « Àguila negra (pel·lícula)». |

L'àguila negra (Ictinaetus malayensis) és un ocell rapinyaire de la família dels accipítrids (Accipitridae) i únic membre del gènere Ictinaetus Blyth, 1843. Viu en hàbitats amb arbres de la zona indomalaia, des del nord del Pakistan, a través de l'Índia, el sud de la Xina i el sud-est asiàtic fins a les Moluques. El seu estat de conservació es considera de risc mínim.
Resulta distintiu el seu plomatge negre, molt contrastat amb el groc de les potes i la cera del bec.